# AO Serpentis
AO Serpentis är en dubbelstjärna belägen i den mellersta delen av stjärnbilden Ormen. Den har en kombinerad skenbar magnitud av ca 11,04 och kräver ett teleskop för att kunna observeras. Baserat på parallax enligt Gaia Data Release 3 på ca 2,25 mas, beräknas den befinna sig på ett avstånd på ca 1 450 ljusår (444 parsek) från solen.

## Observation
AO Serpentis upptäcktes av C. Hoffmeister för att vara en förmörkande dubbelstjärna av Algol-typ 1935. Följande år rapporterade P. Guthnick och R. Prager en magnitudvariation mellan 10,5 och 12,0. År 2004 fastställde S.-L. Kim et al. att en av komponenterna pulserar med en kort period. Observatörer av variabla stjärnor har registrerar en toppmagnitud på 10,7, sjunkande till 12,0 under primärstjärnans förmörkelse och 10,8 vid följeslagarens förmörkelse.

## Egenskaper
Primärstjärnan AO Serpentis A är en vit till blå stjärna i huvudserien av spektralklass A2. Den har en massa som är lika med ca 2,6 solmassor, en radie som är ca 1,6 solradie och utsänder energi från dess fotosfär motsvarande ca 14,5 gånger solen vid en effektiv temperatur av ca 8 800 K.

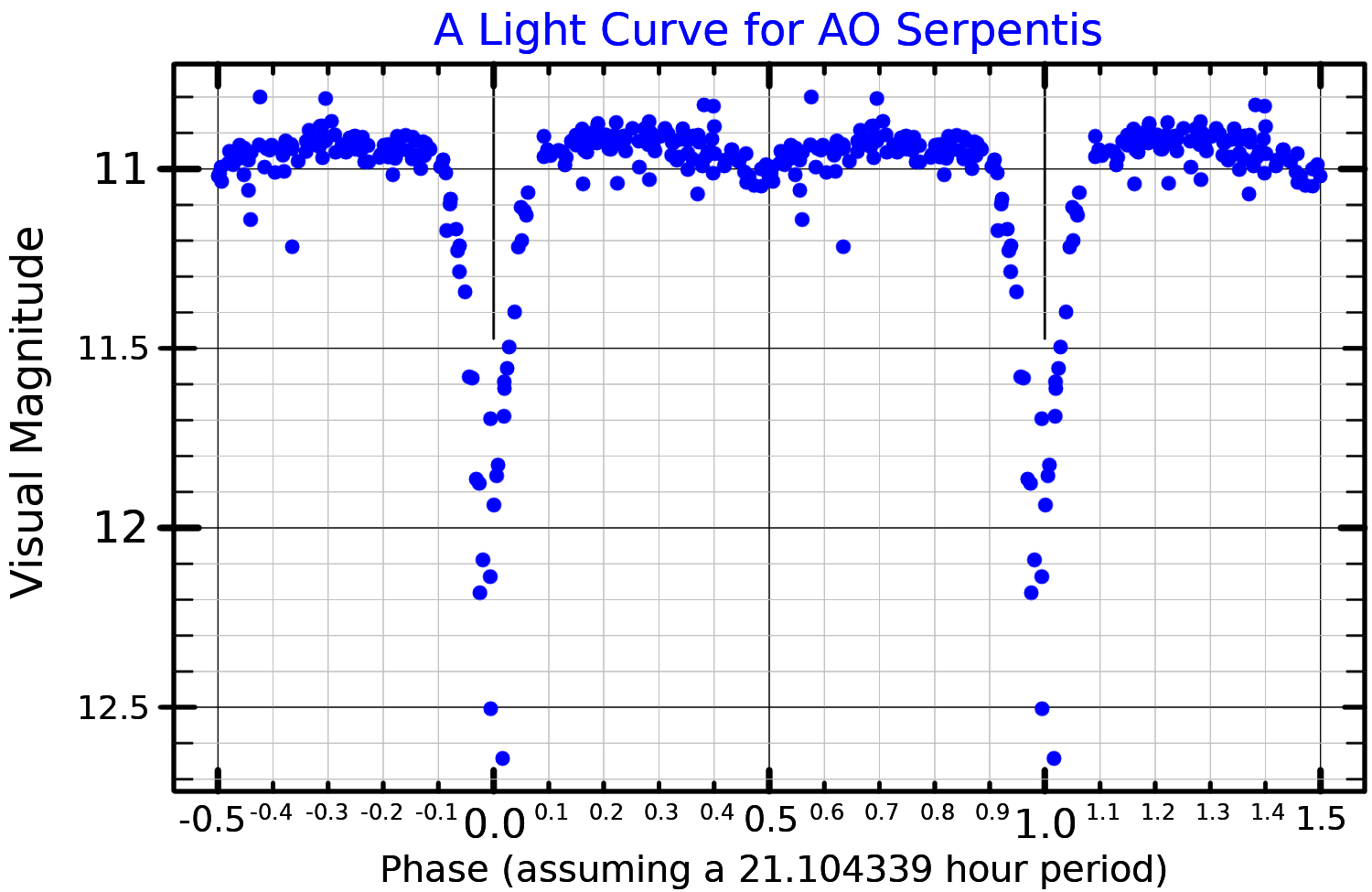
Ljuskurva i synliga bandet från för AO Serpentis, plottad från ASAS-SN-data.

Följeslagaren AO Serpentis B är en gul till vit stjärna, som har en massa som är lika med ca 0,5 solmassa, en radie som är ca 1,4 solradie och utsänder energi från dess fotosfär motsvarande ca 0,93 gånger solen vid en effektiv temperatur av ca 4 800 K.
AO Serpentis är en halvt fristående dubbelstjärna där följeslagaren helt fyller sin Roche-lob medan den primärstjärnan är 61 procent full. Den har en omloppsperiod på 21,1 timmar och en halv storaxel på bara 5,6 gånger solens radie. Omloppsplanet lutar med en vinkel på 90° mot siktlinjen från jorden, vilket gör att följeslagaren förmörkas helt en gång per omlopp. Omloppsperioden visar långsiktiga cykliska variationer, som ändras med upp till 0,0051 dygn per 17,32 år. Detta kan bero på magnetiska aktivitetscykler eller påverkan av en tredje kropp. Omloppsperioden som helhet minskar gradvis med en hastighet av (−5,39 ± 0,03)×10−7 dygn per år på grund av förlust av massa och rörelsemängd av systemet.
Komponenternas fysikaliska egenskaper kan förklaras av en massöverföring. Vid någon tidpunkt i det förflutna strömmade massa från den (vid tiden) mer massiva och utvecklade följeslagaren. Detta har gjort primärstjärnan till en huvudseriestjärna av spektraltyp A medan följeslagaren är mindre massiv men alltför stor. Den hetare primärstjärnan är en Delta Scuti-variabel som har radiell pulsering med en dominant frekvens på 21,852 per dygn och en sekundärfrekvens på 23,484 per dygn.